# Albumy numer jeden w roku 1957 (USA)
Lista najlepiej sprzedających się albumów w Stanach Zjednoczonych w 1957 tworzona przez magazyn Billboard.

## Historia notowania
| Data publikacji | Album                       | Artysta                         |
| --------------- | --------------------------- | ------------------------------- |
| 5 stycznia      | Elvis                       | Elvis Presley                   |
| 12 stycznia     | Calypso                     | Harry Belafonte                 |
| 19 stycznia     | Calypso                     | Harry Belafonte                 |
| 26 stycznia     | Calypso                     | Harry Belafonte                 |
| 2 lutego        | Calypso                     | Harry Belafonte                 |
| 9 lutego        | Calypso                     | Harry Belafonte                 |
| 16 lutego       | Calypso                     | Harry Belafonte                 |
| 23 lutego       | Calypso                     | Harry Belafonte                 |
| 2 marca         | Calypso                     | Harry Belafonte                 |
| 9 marca         | Calypso                     | Harry Belafonte                 |
| 16 marca        | Calypso                     | Harry Belafonte                 |
| 23 marca        | Calypso                     | Harry Belafonte                 |
| 30 marca        | Calypso                     | Harry Belafonte                 |
| 6 kwietnia      | Calypso                     | Harry Belafonte                 |
| 13 kwietnia     | Calypso                     | Harry Belafonte                 |
| 20 kwietnia     | Calypso                     | Harry Belafonte                 |
| 27 kwietnia     | Calypso                     | Harry Belafonte                 |
| 4 maja          | Calypso                     | Harry Belafonte                 |
| 11 maja         | Calypso                     | Harry Belafonte                 |
| 18 maja         | Calypso                     | Harry Belafonte                 |
| 25 maja         | Calypso                     | Harry Belafonte                 |
| 1 czerwca       | Love Is the Thing           | Nat King Cole                   |
| 8 czerwca       | Love Is the Thing           | Nat King Cole                   |
| 15 czerwca      | Love Is the Thing           | Nat King Cole                   |
| 22 czerwca      | Love Is the Thing           | Nat King Cole                   |
| 29 czerwca      | Love Is the Thing           | Nat King Cole                   |
| 6 lipca         | Love Is the Thing           | Nat King Cole                   |
| 13 lipca        | Love Is the Thing           | Nat King Cole                   |
| 20 lipca        | Love Is the Thing           | Nat King Cole                   |
| 27 lipca        | Around The World In 80 Days | Ścieżka dźwiękowa               |
| 3 sierpnia      | Loving You                  | Elvis Presley/Ścieżka dźwiękowa |
| 10 sierpnia     | Loving You                  | Elvis Presley/Ścieżka dźwiękowa |
| 17 sierpnia     | Loving You                  | Elvis Presley/Ścieżka dźwiękowa |
| 24 sierpnia     | Loving You                  | Elvis Presley/Ścieżka dźwiękowa |
| 31 sierpnia     | Loving You                  | Elvis Presley/Ścieżka dźwiękowa |
| 7 września      | Loving You                  | Elvis Presley/Ścieżka dźwiękowa |
| 14 września     | Loving You                  | Elvis Presley/Ścieżka dźwiękowa |
| 21 września     | Loving You                  | Elvis Presley/Ścieżka dźwiękowa |
| 28 września     | Loving You                  | Elvis Presley/Ścieżka dźwiękowa |
| 5 października  | Loving You                  | Elvis Presley/Ścieżka dźwiękowa |
| 12 października | Around The World In 80 Days | Ścieżka dźwiękowa               |
| 19 października | Around The World In 80 Days | Ścieżka dźwiękowa               |
| 26 października | Around The World In 80 Days | Ścieżka dźwiękowa               |
| 2 listopada     | Around The World In 80 Days | Ścieżka dźwiękowa               |
| 9 listopada     | Around The World In 80 Days | Ścieżka dźwiękowa               |
| 16 listopada    | Around The World In 80 Days | Ścieżka dźwiękowa               |
| 23 listopada    | My Fair Lady                | Original Cast                   |
| 30 listopada    | Around The World In 80 Days | Ścieżka dźwiękowa               |
| 7 grudnia       | Around The World In 80 Days | Ścieżka dźwiękowa               |
| 14 grudnia      | Around The World In 80 Days | Ścieżka dźwiękowa               |
| 21 grudnia      | Elvis’ Christmas Album      | Elvis Presley                   |
| 28 grudnia      | Elvis’ Christmas Album      | Elvis Presley                   |